# ژنگ وو
ژنگ وو (انگلیسی: Zheng Wu؛ زادهٔ ۷ اوت ۱۹۶۷) بازیکن بسکتبال اهل چین بود. وی در بازی‌های المپیک تابستانی ۱۹۹۶ و ۲۰۰۰ شرکت کرده‌است.